# Jean Bazin (homme politique)
Pour les articles homonymes, voir Jean Bazin et Bazin.
Jean Bazin, né le 28 août 1973, est un homme politique français, membre de l'UMP, conseiller municipal de Dieppe (Seine-Maritime) depuis 2001, adjoint au maire chargé des finances de 2002 à 2007, conseiller régional de Haute-Normandie entre 2005 et 2015 et premier vice-président, chargé des Finances, des Transferts et de la Mutualisation au sein de l'agglomération Dieppe-Maritime entre avril 2014 et décembre 2015. Il a voté pour Jean Lassalle au second tour des élections présidentielles de 2022[réf. nécessaire]. 

## Vie privée
Fils de Pierre Bazin (1931-2008), conservateur en chef de 1965 à 1996 du Château-Musée de Dieppe, et de la pianiste Christine de Vogüé , il est secrétaire particulier de l’Abbé Pierre durant son service national en 1996-1997. 
De profession expert-comptable, Jean Bazin est marié depuis 1999 et a quatre enfants. 

## Vie politique
Il commence à militer en mai 1988, après la réélection de François Mitterrand à la présidence de la République. 
En 1992, il mène campagne à Dieppe contre le traité de Maastricht. 
En 1995, il milite en faveur de Jacques Chirac, candidat à la présidence de la République et est candidat à Dieppe lors des élections municipales sur la liste RPR menée par Édouard Leveau. 
En 1997, il fonde le Rassemblement des Jeunes pour Dieppe puis est de 1998 à 2001 le délégué départemental RPR de la Jeunesse en Seine-Maritime.
En mars 2001, il est élu conseiller municipal à la suite de la victoire d'Édouard Leveau aux élections municipales. Il est alors nommé délégué aux nouveaux projets de la ville de Dieppe.
En novembre 2002, il est promu adjoint au Maire chargé des finances.
En mars 2004, il est candidat aux élections régionales sur la liste UMP d'Antoine Rufenacht.
En juin 2004, il est le premier vice-président de la nouvelle communauté d'agglomération Dieppe-Maritime présidé par Jean Dasnias. 
En juin 2005, il devient conseiller régional de Haute-Normandie à la suite du départ d'Antoine Rufenacht où il se fait l'avocat de la création d'un syndicat mixte pour le port de Dieppe, lequel sera réalisé par Alain Le Vern, président du conseil régional.
En janvier 2007, il quitte ses fonctions d'adjoint aux finances de la ville de Dieppe. En rupture avec Édouard Leveau, il est le candidat UMP aux élections législatives de juin 2007 contre le maire CNI de Dieppe. Au soir du premier tour, Jean Bazin domine largement l'ensemble de ses adversaires politiques avec 34,63 % des voix contre 22,06 % à la sénatrice Sandrine Hurel (PS), 20 % au conseiller général Sébastien Jumel (PCF), 6,90 % à Blandine Lefebvre (MoDem) et seulement 5,55 % au député sortant, Edouard Leveau (CNI). À Dieppe même, il l'emporte d'une courte tête (31 %) sur le candidat communiste (30,54 %) et sur Edouard Leveau (7,63 %).
Cependant lors du second tour de l'élection le 17 juin, il est battu avec 47,80 % des voix par Sandrine Hurel (52,20 %) dans un contexte très tendu pour la Droite locale.  
Candidat UMP à Dieppe lors des élections municipales de 2008 à la tête d'une liste d'ouverture vers les centristes et le centre-gauche et intitulée Dieppe Ensemble, il publie lors de la campagne son programme dans un livre intitulé Servir Dieppe, tiré à cinq mille exemplaires. Au soir du 9 mars, avec 40,68 % des suffrages exprimés (6 168 voix), sa liste est battue par celle d'union de la gauche comprenant l'ancien maire Christian Cuvilliez et menée par Sébastien Jumel (55,47 % des suffrages exprimés, soit 8 411 voix). 
Le 14 mars 2008, lors de la première réunion du conseil municipal, c'est entrecoupé par des sifflets, des cris et des huées des partisans du nouveau maire qu'il fait sa première déclaration en tant que chef de file de l'opposition municipale, désormais composée de 8 élus,. Il est réélu conseil municipal en 2014 au côté d'André Gautier, le nouveau chef de file de l'UMP à Dieppe. 
Après avoir été le porte-parole en 2009-2010 de Bruno Le Maire lors de la campagne des élections régionales en Haute-Normandie en mars 2010, Jean Bazin est depuis avril 2014, premier vice-président, chargé des Finances, des Transferts et de la Mutualisation au sein de l'agglomération Dieppe-Maritime.